# Gudian
Gudian (kinesiska: 古店) är en socken i östra Kina. Den ligger i Fengtai härad i staden Huainan i provinsen Anhui, omkring 130 kilometer nordväst om provinshuvudstaden Hefei. Antalet invånare är 22 933. Befolkningen består av 11 012 kvinnor och 11 921 män. Barn under 15 år utgör 23,0 %, vuxna 15-64 år 65 %, och äldre över 65 år 11,0 %.